# 赛里斯
赛里斯（拉丁語：Serica、Seres、Sinica），意为丝国、丝国人，是战国至东汉时期古希腊和古罗马地理学家、历史学家对与丝绸相关的国家和民族的称呼，一般认为指当时中国或中国附近地区。拉丁文原意是“有关絲的”，一般被認為是中國詞語「繅絲」的音譯。丝国人更可能指买卖丝绸的中间商，譬如在丝绸之路上被希腊人或罗马人遇到的丝商。

## 古典记录

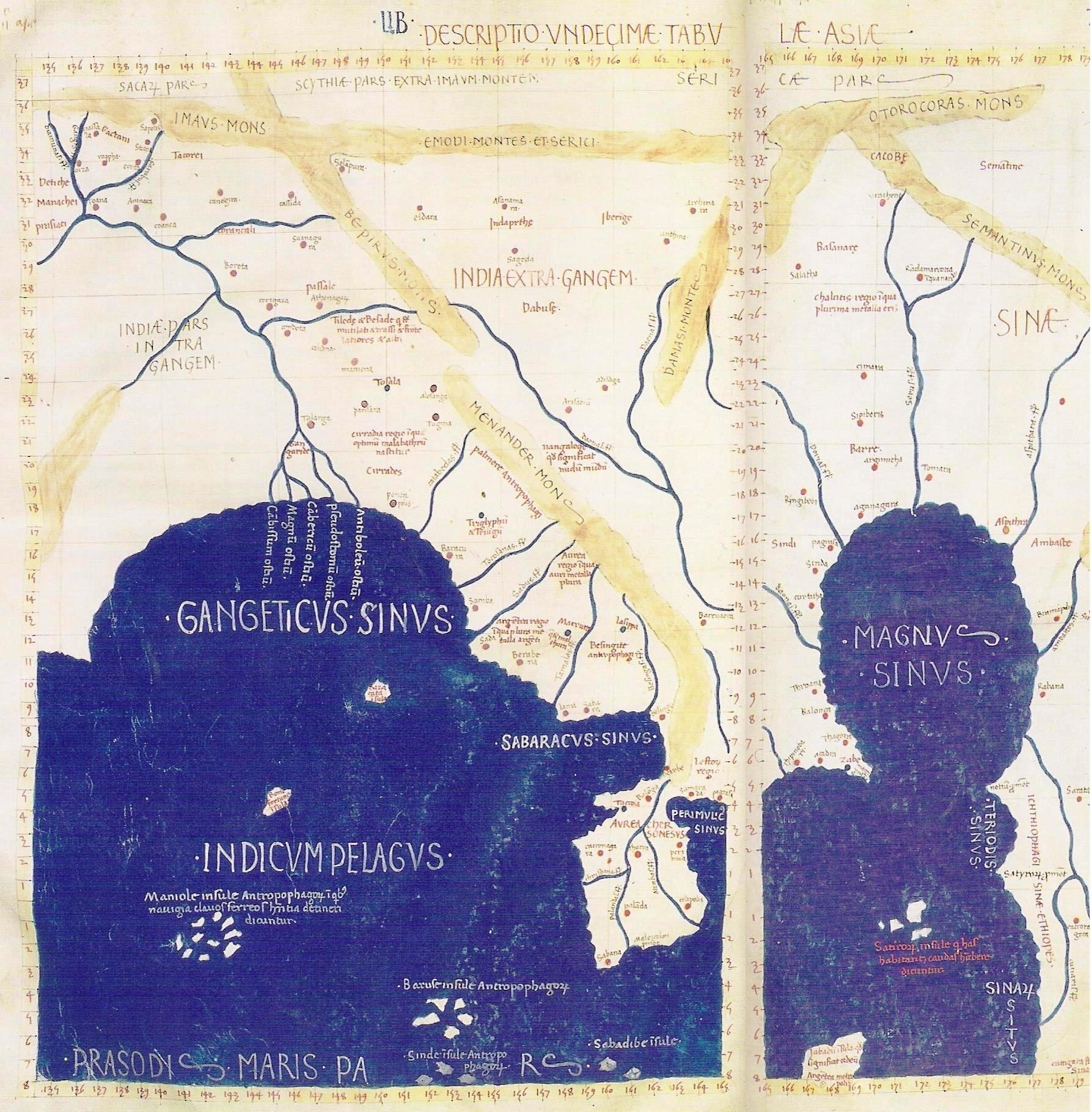
托勒密亚洲详图（十五世纪重绘）：左边是恒河海湾（Gangeticus Sinus）和印度洋（Indicum Pelagus），右边是大灣（Magnus Sinus），賽里斯（Sericae Pars）在秦尼（Sinae）的北方。

在古希臘，中國最早被稱為“西波爾波利安”，其後是“赛里斯”。古希臘有關中國的最早記載，3500多年前，一個叫亞里斯特亞士的偉大旅行家與詩人隨著龐大的斯基泰人商隊到達阿爾泰山，在阿里馬斯比人或伊塞頓人洋溢著奶香的帳篷裡，他隱隱約約聽出，山那邊，北風之處，是溫暖之地，住著一個幸福，寧靜，智慧的民族，他們是西波爾波利安人，他們的家鄉一直到大海之濱，.......這個西波爾波利安人據考可能是中國人。而這個在西羅多德《歷史》中有好幾處神奇傳說的，死後雕像“周圍有一叢月桂”的旅行家亞里斯特亞士，據考可能是第一個聽說過並傳說過中國的西方人。大海之濱的“幸福寧靜的西波爾波利安人”也成為最早期的西方的中國形象。
关于“絲國”最早的紀錄，是公元前5世纪希臘历史学家克特西亚斯（希腊化波斯阿契美尼德王朝的医生），他說：“那里的人异常地自命不凡而且生命不朽”。近代苏格兰学者亨利·于勒据老普林尼和托勒密留下关于丝国的记载概要：
絲國的地域非常廣大，人口眾多，它的東面是海洋，是可以居住的世界的盡頭，它包含了巴克特里亞（大夏）相鄰，西靠帕米爾高原它的居民是非常文明化的人，他們謙和，拘束，他們和鄰居和平相處，他們在近距離接觸時會害羞，但卻從不介意出讓他們的特產，這些特產裡生絲是最多的，也有絲織品、毛皮，鐵製品的品質一樣卓越。 —— 《東域紀程錄叢》，亨利·于勒

### 斯特拉博（約公元20年）
希臘历史学家斯特拉博（出生于土耳其的罗马行省，后在北非研究历史文献）古在《地輿誌》（書成於公元1世紀）的兩篇文章中提及過絲國。他暗示丝国人的“长寿”，说可以“超過二百歲”，他记录到：
歐奈西克瑞塔斯（亚历山大远征时期的海军领航员）...也赞赏了那个歌唱家国度，说他们的居民跟印度人差不多，有不朽的生命，他们甚至可以活到130岁（在其他作者中也有说200岁以上的），他们的脾气特好，身体健康，不过这个国家的出产极其丰盛！——《地輿誌》，斯特拉博，XV, 1
在另外一章关于巴克特里亞（大夏）的章节里，他提到马其顿人扩张东亚非常远的地方，可能是西方世界第一次与中国的接触，时间是公元前220年，他记录到：
希腊人在巴克特里亞引发了革命，这之后他们变得如此善于扩张他们的领土，亚历山大只占领了“巴克特里亞”和“印度”，但在德米特里一世的时候，他本人又一路征服到最远端的海岸边，被称为Saraostus和Sigerdis的地方，其中很多国家是主动投降他的。总之，根据阿提米塔的阿波羅多羅斯的话“巴克特里亞只是“雅利安”（一些古波斯人的自称）的一部分，实际上他们的帝国甚至远至Seres（中国）和Phryni（弗林尼）。——《地輿誌》，斯特拉博，引巴克特里亞人阿提米塔的阿波羅多羅斯（波斯安息帝国时期较为严谨的历史学家），XI, XI, I
这部书里同时介绍了一些斯特拉博的一些中亚地理概念，他是用这些概念来判断中国的位置：
因此，如果按照阿提米塔的阿波羅多羅斯的话：“巴比伦的赫卡尼亚省距离阿提米塔省是8000里”；从那（巴克特里亞）到波斯湾距离是二个8000里，也许少些，那么他说的中国应该和埃塞俄比亚（古埃及以南所有土地）差不多远。——《地輿誌》，斯特拉博，XI, XI, I

### 梅拉（公元50年）
梅拉（古罗马历史学家）对丝国给出了如下详细信息：
在亚洲东边最远的是印度人，丝国人和塞人，印度人和塞人人占据两头，丝国人则在中间。——《世界概述》，梅拉，I, 2
此外，他谈到他去丝国的通道，经过一个叫做“里海”的海（可能是罗布泊），他这样说：
这条路开始要经过一个巨大的拐弯，然后就开始向东方延伸。之后第一道关口是在一个海角附近，下雪的话就无法通行。过了这里会碰到野人部落——塞人中的食人族“塞种Sakas”，他们数量众多，所以这个地区没有正常人能居住；在看到一座非常高的山Thabis后，再经过一段很长的逐渐抬高的道路，丝国人在另外二族人中间出现了，他们以正直廉洁著称，也以放纵背后交易闻名，同时将他们的青铜容器放在沙漠某地，以暗示收取些费用。——《世界概述》，梅拉，III, 7）

### 托勒密（公元150年）
托勒密是埃及罗马化时期的天文学家和地理学家，他于埃及亞歷山卓写作,能看到非常多的文献，为博学的学院派。
賽里斯（Seres）或秦尼（Sinae）作为国名，是在公元150年托勒密世界地图中展示，它位于帕米尔高原更远的区域，托勒密写到：
"The inhabited part of our earth is bounded on the east by the Unknown Land which lies along the region occupied by the easternmost nations of Asia Major, the Sinae and the nations of Serice" 
「大地上，人類可居之地，極東為無名地與大亞細亞最東之秦尼國及賽里斯國為鄰。」——《地理学指南》，托勒密，約公元150年
托勒密也相当精确地描述秦尼國的地理位置：
"The eastern extremity of the known earth is limited by the meridian drawn through the metropolis of the Sinae, at a distance from Alexandria of 119.5 degrees, reckoned upon the equator, or about eight equinoctial hours...."
「可知世界之極東，至秦尼國之都城而止。其經度距亞歷山卓為一百十九度，時辰相差約八小時。」——《地理学指南》，托勒密，VII, 5
托勒密还记载：“Sera是Seres的首都”。托勒密將賽里斯國和秦尼國視為兩個國家。

### 关于大夏和波斯
把“丝国”记载与历史的，都是希腊化波斯、罗马埃及、罗马帝国的历史学家们，没有看到希腊化大夏（巴克特利亚）的希腊人记载，而根据阿波罗多罗斯的残篇，对在大夏的希腊人有如下描述“那些在巴克特利亚独立的希腊人，在这个富饶的国度很快的变得相当强盛，主宰的领土不仅包含阿利亚，还远至印度。”当时，在亚历山大大帝去世后，希腊化国家四分五裂，大夏和波斯是相邻的一组死敌，发生过好几次战争。从地理位置上看，大夏与“丝国”是邻国，西域丝绸之路出门第一站就是大夏，而波斯与丝国并不相邻，但波斯与埃及的托勒密王朝都是临海，并有发达的航运传统。所以从丝绸贸易上，波斯和埃及擅长于海运（即走海上丝绸之路)，而大夏位于西域陆地丝绸之路要冲，所以大夏与波斯的竞争关系是很明确的。

### 关于月氏、塞种和匈奴
在希腊和罗马的记录中，没有月氏和匈奴，但是有塞人，塞人即是当地的土著野人，没有具体民族或体质特征，没有文字，没有固定居所，不信犹太教也不信希腊宗教。凡是土著野人，均可冠以塞人，这点于中国记录的塞种类似。
希腊人在此期间在中亚和波斯湾地区活动频繁，建立了几个大希腊化国家，控制了波斯、印度、阿富汗、巴基斯坦、塔吉克斯坦诸多地区，并与中国发生大量边贸关系。
月氏在中国文献中的描述中，他们掌握不仅一种文字，通“吐火罗文”、“梵文”等等，善于传播佛教或其他宗教，并能建立帝国。
匈奴以骑射见长，军事制度严格。
丝国人，根据希腊罗马的历史记录，他们主要活动的地区是新疆西部。